# ОШ „Деспот Стефан Лазаревић” Београд
Основна школа „Деспот Стефан Лазаревић” се налази у насељу Миријево у оквиру општине Звездара у Београду. Школа носи име по српском кнезу и деспоту, Стефану Лазаревићу.

## Историјат
Године 1983, у насељу Миријево, отворена је нова школа која је добила име „Родољуб Чолаковић“, по народном хероју Југославије. Школа је изграђена у три фазе, део зграде за млађе ученике, за старије ученике и фискултурна сала. Површина школске зграде износила је је 8060 m2, а површина дворишта 1,08 hа. Број ученика у школи се повећавао, а у једном периоду школа је бројала 2400 ученика што ју је чинило једном од највећих у СФРЈ.
На предлог Наставничког већа, 1992. покренута је иницијатива за промену назива школе. Скупштина општине Звездара је почетком 1993. донела одлуку којом се мења назив школе у „Деспот Стефан Лазаревић”. За обележавање Дана школе изабран је 12. мај — тада је сестрић Стефана Лазаревића, Балша Баошић, поклонио највећи део тадашње Зете деспотовини што је омогућило Србији излазак на море.
Одлуком Владе Србије, ученици и део наставног кадра ОШ „Вукица Митровић“ припојени су школи 2002.

## О школи
Школа данас броји 1350 ученика, 52 одељења, међу којима су 5 одељења продуженог боравка 116 запослених радника. Површина установе износи 8060m2. Настава се одвија у две смене.
Школа поседује библиотеку (од преко 19.000 књига), медијатеку, фискултурну салу као и спортске терене у дворишту за кошарку, рукомет и одбојку.